# Perizoma niveiplaga
Perizoma niveiplaga là một loài bướm đêm trong họ Geometridae.